# Græskarhoved
Et græskarhoved (eng: Jack-o'-lantern) er et græskar, som er blevet udskåret og udhulet, ofte i forbindelse med allehelgensaften og samhain. Tit bliver der sat et fyrfadslys ind i græskarhovedet. De orange græskar er de mest populærere, men andre typer er også anvendelige. Eksempelvis bruges i Cornwall i England også roer. Traditionen med at udhule fx roer og anvende dem som lanterner begyndte sandsynligvis i Storbritannien, men det var i USA at et udskåret græskar første gang sattes i forbindelse med Halloween i 1866.